# Wyolestes
Wyolestes — вимерлий рід ссавців з власної родини Wyolestidae з клади Pan-Carnivora. Скам'янілості знайдено (15 колекцій) у США й Мексиці. Описано такі види: Wyolestes apheles, Wyolestes dioctes, Wyolestes iglesius.
Ці ссавці, відомі майже виключно своїми зубами, мали довгі гострі ікла та надзвичайно розвинені моляри. Загалом, зубний ряд був досить примітивним, але він був досить характерним.